# Roland Lessing
Roland Lessing är en estnisk skidskytt. Lessing föddes den 14 april 1978 i Tartu, Estland. Han bor i Elva, och har en dotter. Lessing har utövat skidskytte sedan 1987 och sedan 1998 har han ställt upp i 12 världscupsäsonger. Han har tävlat i 3 olympiska spel och 9 världsmästerskap.
Lessing gjorde sin debut i världscupen 1998 i Brezno-Osrblie, Slovakien, då han ställde upp i sprinten där han slutade på 75:e plats, han tävlade även i stafetten i Brezno-Osrblie där det estniska laget blev 16:e. Resten av säsongen 1998/1999 ställde han upp i cupen vid tre tillfällen, bäst resultat nådde han vid tävlingarna i Ruhpolding där han på sprinten blev 56:a och på den uppföljande jaktstarten blev han 57:a. Under VM 1999 ställde han upp i sprint och stafett; i sprinten blev han 47:a och fick därigenom köra jaktstarten, där han slutade 55:a. I stafetten blev han och det estniska laget 13:e.
Under världscupsäsongen 1999/2000 tävlade han bara vid två tillfällen, båda i Östersund. Där blev han 32:a på sprinten och 55:a på jaktstarten. Vid VM i Oslo 2000 tävlade han bara i sprinten där han slutade 67:a. 
Därefter tävlade han inte i världscupen förrän under världscupsavslutningen säsongen 2000/2001 i Oslo, där han blev 74:a på sprinten. Under VM tidigare 2001 i Pokljuka blev han 64 på sprinten. 
Lessing deltog i fyra tävlingar i världscupen 2001/2002, den första var stafetten i Hochfilzen där det estniska laget blev 6:a. Den andra tävlingen var sprinten i Brezno-Osrblie där han blev 82:a och den tredje var sprinten i Ruhpolding där han blev 90:e. Det fjärde tillfället var stafetten i Antholz då laget slutade 9:a 2002 deltog Lessing i sitt första olympiska spel. Under OS i Salt Lake City tävlade han i tre grenar. I sprinten blev han 70:e i mål, på distansen 45:e och i stafetten var han med och tog det estniska laget till en 11:e plats. 
Den bästa placeringen för Lessing individuellt i världscupen 2002/2003 var den 43:e-plats han fick i sprinten i Lahtis, Finland. Han ställde under säsongen upp i sex individuella tävlingar, alla sprinter, och sex stafetter. Bästa placering i stafett blev under säsongen 5:a, som laget blev vid två tillfällen. Under VM i Khanty-Mansiysk 2003 körde Lessing enbart distansen och stafetten, han skulle ha kört sprinten men kom inte till start. På distansen blev han 68, och i stafetten blev de 9:e lag. 
Under säsongen 2003/2004 blev hans bästa resultat individuellt 50:e i sprinten i Hochfilzen och i stafett 11, också det i Hochfilzen. Han deltog under säsongen i tre stafetter, en distans och fem sprinter. På VM 2004 i Oberhof ställde han upp i sprint, distans och stafett. På distansen slutade han 83:a och på sprinten 84:a, på stafetten blev laget 14:e.
Säsongen 2004/2005 blev Lessings bästa dittills i världscupen. Hans första lopp i världscupen blev en sprint i Oberhof där han slutade på 31:a plats, på den följande jaktstarten blev lessing 48:a. Hans bästa placering i stafett under säsongen blev en 8:e-plats som laget uppnådde i Ruhpolding. Lessing avslutade säsongen individuellt med en sprint i Turin där han blev 51:a. VM 2005 avgjordes i Hochfilzen, detta VM blev, likt säsongen, Lessings bästa dittills I distansloppet blev 84:a, på sprinten 50:e, en placering som gjorde att Lessing fick köra sin första jaktstart i mästerskapssammanhang sedan 1999. I jaktstarten körde han upp sig tio placeringar och blev 40:e, vilket var Lessings bästa placering i både VM och världscupen dittills
Lessing slog sin notering från VM 2005 redan i världscupspremiären i Östersund 2005, då han på sprinten blev 12:a, på den följande jaktstarten tappade han 29 placeringar och blev 41:a, men det var ändå hans tredje bästa tävling dittills Under resten av säsongen 2005/2006 hade Lessing ytterligare tre placeringar inom topp-50. I Ruhpolding blev han på sprinten 45:a, och tappade 8 placeringar på jaktstarten. I Antholz blev han på sprinten 32:a, och på jaktstarten tangerade han sitt rekord från Östersund genom att köra upp sig 20 placeringar och bli 12:a. Vid säsongens slut hade Lessing skaffat sig en 59:e plats i totalcupen.
Under Lessings andra olympiska spel, i Turin 2006, tävlade han i fyra grenar. På sprinten blev han 58:a, på jaktstarten 51:a, på distansen 64:a och på stafetten förde han laget till en 14:e-plats.
Bara vid två tävlingstillfällen i världscupen under säsongen 2006/2007 deltog inte Lessing. Under de 12 tävlingar vid sex tillfällen som han tävlade i, blev det sex placeringar inom topp-50. I den andra världscupen, i Hochfilzen, blev han först 34:a på sprinten och sedan 49 på den följande jaktstarten. I världscupavslutningen i Holmenkollen, Oslo blev Lessings distanslopp det bästa under säsongen då han blev 15:e, vilket också var ett av hans bästa lopp i karriären. Hans placering i världscupen denna säsong blev 63.
Under VM 2007 i Antholz tävlade han i tre individuella grenar och nådde fina resultat på samtliga. På distansen blev han 23:a, på sprinten 42:a och på jaktstarten 37:a. 
Under början av säsongen 2007/2008 hade Lessing inga stora framgångar i världscupen, först i sprinten i Antholz, den sista världscupen innan VM, fick han till det. Då slutade han på 18:e plats och hade goda förutsättningar inför jaktstarten men tappade där sin placering till en 36:e plats. Väl på VM i Östersund förbättrade han sitt säsongsbästa med en placering och blev på sprinten 17:e. På övriga distanser nådde han inte lika stora framgångar men blev på jaktstarten 32:a och på distansen 74:a. Under resten av världscupsäsongen lyckades han inte med någon mer topp-20-placering och slutade säsongen som 67:a i totalcupen.
Säsongen 2008/2009 lyckades han bättre än föregående säsong, redan i tredje världscupen blev han 16:e på distansen i Hochfilzen. Därefter låg han på en stabil nivå på placeringar mellan 30 och 60 för att under världscupavslutningen i Holmenkollen placera sig högre än tidigare, då han på sprinten blev 10:a och följde upp det med en 28:e plats på jaktstarten. Han blev totalt 61:a i cupen den säsongen. 
Under VM i Sydkorea 2009 tävlade Lessing på två individuella distanser, distans och sprint, han blev 68:a respektive 67:a. Han blev med det estniska laget 14:e på stafetten. 
I Östersund inleddes säsongen 2009/2010 men Lessing nådde inga stora framgångar. Först i Pokljuka fick han till det ordentligt då han på sprinten kom på en fin 16:e plats och körde sedan på jaktstarten upp sig till en överraskande andraplats. Under resten av säsongen blev hans bästa placering en 42:a plats på sprinten i världscupsavslutningen. Han tangerade sin totalcupsplacering från 2006 och blev 59:a. 2010 deltog Lessing i sitt tredje olympiska spel, vilket också blev hans sämsta, på distansen blev han 65:a och på sprinten 62:a. Likt på VM 2009 blev stafettlaget 14:e.